# Xola (métro de Mexico)
Xola est une station de la Ligne 2 du métro de Mexico, située au sud de Mexico, dans la délégation Benito Juárez.

## La station
La station est ouverte en 1970.
Son nom vient de sa proximité avec l'avenue Xola, au sud de la station, variante du nom Sola (nom des anciens propriétaires de l'hacienda locale). Son icône représente un palmier, car cette hacienda abritait un palmier de grande taille, visible de loin dans la région.